# 77ヶ国グループ
77ヶ国グループ（77かこくグループ、Group of Seventy-seven、G77（ジーセブンティセブン））は、国際連合に加盟する135の発展途上国からなる連合体である。加盟国の集団的な経済的利益を推進し、国際連合機関における発言力を強化することを目的としている(p79)。グループ名は創設時の加盟国が77か国であったことによるが、現在の加盟国数は135か国である(pp79-80)。2025年よりイラクが議長国を務める。

## 概要
1964年6月15日、国際連合貿易開発会議(UNCTAD)の場において、非同盟運動に参加する77か国が発表した「77か国共同宣言」(Joint Declaration of the Seventy-Seven Countries)によって設立された。最初の会合は1967年10月にアルジェリアのアルジェで開かれ、開発途上国に対する一般特恵関税制度を認めること、一次産品の関税・非関税障壁を低減すること、先進国は国民総生産の1%を途上国援助に充てることなどを求めた「アルジェ憲章」を採択され、以前ラテンアメリカ・カリブ経済委員会(ECLA)に勤務していたラウル・プレビッシュの指導の下で、組織構造の基礎が築かれた。G77の支部がジュネーブ（国連）、ローマ（FAO）、ウィーン（UNIDO）、パリ（UNESCO）、ナイロビ（UNEP）、ワシントンD.C.（IMF、世界銀行）に置かれている。
G77の最高意思決定機関である南サミット(South Summit)は、2000年4月にキューバのハバナで初めて開催された。第2回は2005年6月にカタールのドーハで開かれた。第3回は2024年1月にウガンダのカンパラで開催された。2014年6月には、創立50周年記念にG77サミットがボリビアのサンタクルスで開催された。

## 政治姿勢
G77は、アパルトヘイトに反対し、世界的な軍縮を支持する共通の姿勢を持つグループとして評価されている。また、新国際経済秩序を支持している(p30)。
環境問題に関しては、先進国が温室効果ガス排出の歴史的責任を負うべきという立場であり、発展途上国と先進国の一人当たり排出量の格差についても指摘している(p53)。そのため、排出量削減の拘束力のある施策に対してG77はしばしば抵抗する(p53)。このため、G77に対しては、経済発展や貧困撲滅の取り組みばかりに注力していて、環境保護の取り組みはおざなりであるという批判がある(p30)。一方、1992年にリオデジャネイロで開催された環境と開発に関する国際連合会議においてG77は、富裕国の貧困撲滅に対する関心は不十分だと批判した(pp30-31) 。

## 加盟国

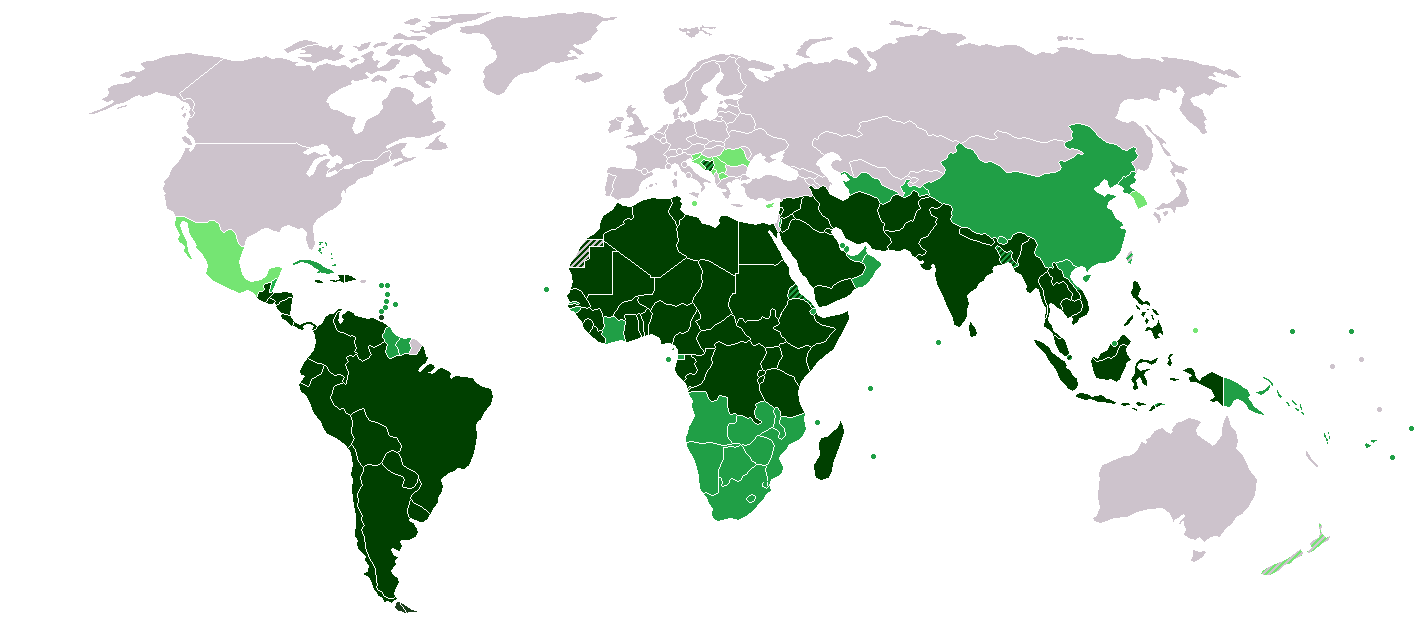
G77加盟国（2008年3月28日現在）。色の濃い順に原加盟国（脱退した国を除く）、その他の加盟国、脱退した国。

2023年現在、G77の加盟国は135か国であり、以下を除く全ての国連加盟国（オブザーバーのパレスチナ国を含む）がG77に加盟している。
1. 欧州評議会加盟国（アゼルバイジャンを除く）
2. 独立国家共同地自由貿易協定（英語版）(CISFTA)加盟国（タジキスタンを除く）
3. 経済協力開発機構(OECD)加盟国（ラテンアメリカの全ての加盟国を除く）
4. オセアニアの小島嶼国（パラオ、ツバル）

### 現在も加盟している原加盟国
出典:
1. アフガニスタン
2. アルジェリア
3. アルゼンチン
4. バングラデシュ[注釈 1]
5. ベナン[注釈 2]
6. ボリビア
7. ブラジル
8. ブルキナファソ[注釈 3]
9. ブルンジ
10. カンボジア
11. カメルーン
12. 中央アフリカ共和国
13. チャド
14. チリ
15. コロンビア
16. コンゴ共和国
17. コンゴ民主共和国[注釈 4]
18. コスタリカ
19. ドミニカ共和国
20. エクアドル
21. エジプト[注釈 5]
22. エリトリア[注釈 6]
23. エルサルバドル
24. エチオピア
25. ガボン
26. ガーナ
27. グアテマラ
28. ギニア
29. ハイチ
30. ホンジュラス
31. インド
32. インドネシア
33. イラン
34. イラク
35. ジャマイカ
36. ヨルダン
37. ケニア
38. クウェート
39. ラオス
40. レバノン
41. リベリア
42. リビア
43. マダガスカル
44. マレーシア
45. マリ
46. モーリタニア
47. メキシコ[注釈 7]
48. モロッコ
49. ミャンマー[注釈 8]
50. ネパール
51. ニカラグア
52. ニジェール
53. ナイジェリア
54. パキスタン
55. パナマ
56. パラグアイ
57. ペルー
58. フィリピン
59. ルワンダ
60. サウジアラビア
61. セネガル
62. シエラレオネ
63. ソマリア
64. スリランカ[注釈 9]
65. スーダン
66. シリア
67. タンザニア[注釈 10]
68. タイ
69. トーゴ
70. トリニダード・トバゴ
71. チュニジア
72. ウガンダ
73. ウルグアイ
74. ベネズエラ
75. ベトナム
76. イエメン

### その他の加盟国
1. アンゴラ
2. アンティグア・バーブーダ
3. アゼルバイジャン
4. バハマ
5. バーレーン
6. バルバドス
7. ベリーズ
8. ブータン
9. ボツワナ
10. ブルネイ
11. 中国[注釈 11]
12. カーボベルデ
13. コモロ
14. コートジボワール
15. キューバ
16. ジブチ
17. ドミニカ国
18. 赤道ギニア
19. エスワティニ[注釈 12]
20. フィジー
21. ガンビア
22. グレナダ
23. ギニアビサウ
24. ガイアナ
25. キリバス
26. レソト
27. マラウイ
28. モルディブ
29. マーシャル諸島
30. モーリシャス
31. ミクロネシア連邦
32. モンゴル
33. モザンビーク
34. ナミビア
35. 朝鮮民主主義人民共和国
36. ナウル
37. オマーン
38. パレスチナ国
39. パプアニューギニア
40. カタール
41. セントクリストファー・ネイビス
42. セントルシア
43. セントビンセント・グレナディーン
44. サモア
45. サントメ・プリンシペ
46. セーシェル
47. シンガポール
48. ソロモン諸島
49. 南アフリカ
50. 南スーダン
51. スリナム
52. タジキスタン
53. 東ティモール
54. トンガ
55. トルクメニスタン
56. アラブ首長国連邦
57. バヌアツ
58. ザンビア
59. ジンバブエ

### 脱退した国
1. ニュージーランドは1963年10月に当初の「発展途上国共同宣言」に署名したが、1964年のG77発足前に脱退した（1973年に経済協力開発機構(OECD)に加盟）。
2. 韓国は原加盟国だったが、1996年にOECDに加盟した後、G77を脱退した。
3. ユーゴスラビアは原加盟国であり、1985年から1986年までは議長国も務めていた。1990年代後半には、まだ加盟国リストには掲載されていたものの、「G77の活動には参加できない」と記載されていた。ボスニア・ヘルツェゴヴィナが脱退して以降、旧ユーゴスラビアの国はG77に加盟していない。
4. キプロスは原加盟国だったが、2004年に欧州連合(EU)に加盟した後、加盟国リストから抹消された。
5. マルタは1976年に加盟したが、2004年に欧州連合(EU)に加盟した後、加盟国リストから抹消された。
6. パラオは2002年に加盟したが、「小島嶼国連合を通して環境問題を改善するのが最適」との判断から2004年に脱退した。
7. ルーマニアは1976年に加盟したが、欧州連合(EU)に加盟した後、G77を脱退した[13]。なお、G77はさらに地域ごとにグループが作られており、ルーマニアはヨーロッパの国であるが、G77にはヨーロッパのグループがなかったため、ラテンアメリカのグループに属していた[14][15][16]。

### 中国
G77には安保理常任理事国の中華人民共和国（中国）も加盟している。中国政府はG77に対し政治的支援をするとともに、1994年以降は財政的支援もしているが、中国政府は自身をG77加盟国であるとみなしていない。そのため、国連の文書やG77の公式声明にはThe Group of 77 and China（G77と中国）もしくはG77+China（G77プラス中国）と記されている。

## 議長国

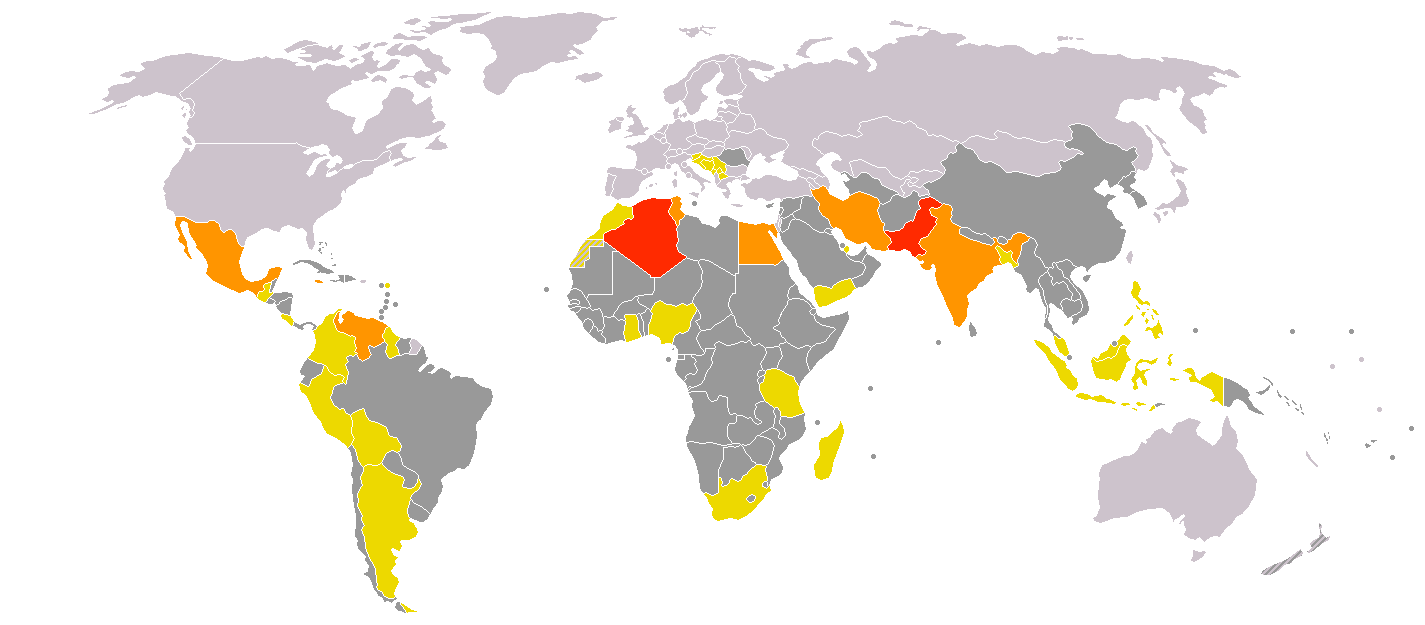
1970年以降G77の議長を務めた国。色は就任回数（グレー：未就任、黄色：1回、オレンジ：2回、赤：3回）

G77の議長を務めた国を以下に示す。
| 議長国                   | 任期    |
| ------------------------ | ------- |
| インド                   | 1970–71 |
| ペルー                   | 1971–72 |
| エジプト                 | 1972–73 |
| イラン                   | 1973–74 |
| メキシコ                 | 1974–75 |
| マダガスカル             | 1975–76 |
| パキスタン               | 1976–77 |
| ジャマイカ               | 1977–78 |
| チュニジア               | 1978–79 |
| インド                   | 1979–80 |
| ベネズエラ               | 1980–81 |
| アルジェリア             | 1981–82 |
| バングラデシュ           | 1982–83 |
| メキシコ                 | 1983–84 |
| エジプト                 | 1984–85 |
| ユーゴスラビア           | 1985–86 |
| グアテマラ               | 1987    |
| チュニジア               | 1988    |
| マレーシア               | 1989    |
| ボリビア                 | 1990    |
| ガーナ                   | 1991    |
| パキスタン               | 1992    |
| コロンビア               | 1993    |
| アルジェリア             | 1994    |
| フィリピン               | 1995    |
| コスタリカ               | 1996    |
| タンザニア               | 1997    |
| インドネシア             | 1998    |
| ガイアナ                 | 1999    |
| ナイジェリア             | 2000    |
| イラン                   | 2001    |
| ベネズエラ               | 2002    |
| モロッコ                 | 2003    |
| カタール                 | 2004    |
| ジャマイカ               | 2005    |
| 南アフリカ               | 2006    |
| パキスタン               | 2007    |
| アンティグア・バーブーダ | 2008    |
| スーダン                 | 2009    |
| イエメン                 | 2010    |
| アルゼンチン             | 2011    |
| アルジェリア             | 2012    |
| フィジー                 | 2013    |
| ボリビア                 | 2014    |
| 南アフリカ               | 2015    |
| タイ                     | 2016    |
| エクアドル               | 2017    |
| エジプト                 | 2018    |
| パレスチナ国             | 2019    |
| ガイアナ                 | 2020    |
| ギニア                   | 2021    |
| パキスタン               | 2022    |
| キューバ                 | 2023    |
| ウガンダ                 | 2024    |
| イラク                   | 2025    |

## 24か国グループ

24か国グループの加盟国
加盟国
オブザーバー

24か国グループ（G-24）は、1977年に設立されたG77のサブグループであり、国際通貨と開発金融に関する問題についての途上国の立場を調整し、国際通貨に関する交渉において途上国の利益を代表する。